# Howard C. Belton
Howard C. Belton (* 2. Januar 1893 in Algona, Iowa; † 21. November 1988 in Salem, Oregon) war ein US-amerikanischer Farmer und Politiker (Republikanische Partei).

## Frühe Jahre
Über die Jugendjahre von Howard C. Belton ist nichts bekannt. Mit 17 Jahren zog er nach Los Angeles (Kalifornien). 1915 schrieb er sich am Oregon Agricultural College (heute Oregon State University) in Corvallis (Oregon) ein, wo er die Fachrichtung Tierwissenschaften studierte. Von 1917 bis 1960 betrieb er dann eine Farm in Canby (Oregon).
Belton war ein engagiertes Gemeindemitglied von Canby. Er saß im Canby Union School Board, war sowohl Präsident vom Canby Kiwanis Club als auch von der Canby Chamber of Commerce, sowie Gründungsmitglied der Canby Union Bank.

## Politische Laufbahn
Bei den Präsidentschaftswahlen im Jahr 1932 schlug der Gouverneur von New York Franklin D. Roosevelt den amtierenden Präsidenten Herbert Hoover in Oregon mit 21 Stimmen. Zur gleichen Zeit errang Belton 1932 bei den stattfindenden Wahlen für das Repräsentantenhaus von Oregon einen Sieg.
1938 wurde er in den Senat von Oregon gewählt. Belton saß im Ways and Means Committee. Von 1945 bis 1947 war er Präsident im Senat von Oregon. Während der Session von 1945 forderte der Gouverneur Earl Snell die Legislative auf ein Tax Study Committee aufzustellen mit dem ursprünglichen Zweck:

„engaging the services of a nationally recognized firm of tax experts for the purpose of a complete survey, examination and analysis of all phases of our tax structure and report to the Legislature with recommendations as to the most attractive, advantageous and equitable tax system consistently possible for Oregon to devise.“

Belton wurde Mitglied im Tax Study Committee. Ihr fertiger Bericht wurde 1947 der Legislative zur Prüfung vorgelegt.
1948 kandidierte Belton erfolgreich für die republikanische Nominierung für den Posten als Treasurer of State von Oregon. Belton verlor dann die folgende Wahl knapp an den Demokraten Walter J. Pearson (49,6 % zu 50,3 %). Er saß dann bis zu seinem Ruhestand 1959 weiterhin im Senat von Oregon.
Auf Ersuchen des Gouverneurs Mark Hatfield kam Belton aus seinem kurzen Ruhestand zurück und wurde zum neuen Treasurer of State von Oregon ernannt, um die Vakanz zu füllen, die durch den Rücktritt von Sig Unander entstanden war. Bei den Wahlen im Herbst 1960 errang er einen Sieg. Dabei besiegte er den demokratischen Senator Ward H. Cook. Er bekleidete dann den Posten nur eine einzige Amtszeit lang, vom 4. Januar 1960 bis 4. Januar 1965, bevor er sich aus der Politik wieder zurückzog.
Belton nahm 1944, 1952 und 1956 als Delegierter an den Republican Conventions teil.

## Späte Jahre
In seinen späten Jahren war er in seiner Gemeinde sehr engagiert. Belton war Mitglied der First Presbyterian Church in Salem (Oregon) und saß 15 Jahre lang im Board of Trustees am Lewis & Clark College. Von 1963 bis 1972 saß er auch im Beirat der Heilsarmee. 1968 war er dort Präsident.
Seine Ehefrau Mae verstarb 1982. Belton verstarb am 21. November 1988, im Alter von 95 Jahren, an den Folgen einer Lungenentzündung. Er wurde dann auf dem Belcrest Memorial Park in Salem beigesetzt.